# Siluro rosso - La straordinaria storia di Rubén Gallego
Siluro rosso - La straordinaria storia di Rubén Gallego, en español, Torpedo Rojo - La Extraordinaria Historia de Rubén Gallego es un documental italiano de 2006 dirigido por Mara Chiaretti, centrado en la vida del escritor ruso de origen español Rubén Gallego, quien padeció parálisis cerebral. Se presentó en la primera edición del Festival de Cine de Roma, en la sección Extra.

## Trama
Rubén Gallego nació en 1968 en Moscú, único superviviente de un parto de gemelos y con parálisis motora. Tras cuidarlo durante año y medio, a su madre, Aurora, hija del político comunista español Ignacio Gallego, le comunicaron que Rubén había fallecido  Así comenzó la odisea del niño, que fue trasladado de un orfanato a otro. Tras una vida muy dura, Rubén se convirtió en un escritor consagrado de adulto y emprendió la búsqueda de su madre.
Aparecen Rubén Gallego, su hermana Anna Yurenen Gallego y su madre Aurora Gallego.  
La música fue compuesta por Francis Kuipers. Tiene una duración de 52 minutos. 

## Crítica
(...) bello documental de Mara Chiaretti, Siluro rosso [es un] extraordinario retrato del extraordinario Rubén Gallego.
(Natalia Aspesi, la República ) 

## Premios
- 2006. Premio Nikolai Gogol en Italia [5]